# Consonne affriquée dentale sourde
Cette page contient des caractères spéciaux ou non latins. S’ils s’affichent mal (▯, ?, etc.), consultez la page d’aide Unicode.
La consonne affriquée dentale sourde est un son consonantique très peu fréquent dans les langues parlées. Le symbole couramment utilisé est [t͡θ] (cf. alphabet phonétique international). Ce symbole représente un t et un θ (c'est-à-dire un Thêta (θ) palatal, notant d'habitude une consonne fricative dentale sourde dans l'API) liés par une ligature tirant.

## Caractéristiques
Voici les caractéristiques de la consonne affriquée dentale sourde :
- Son mode d'articulation est affriquée, ce qui signifie qu’elle est produite en empêchant d'abord l'air de passer, puis le relâchant à travers une voie étroite, causant de la turbulence.
- Son point d'articulation est dental, ce qui signifie qu'elle est articulée avec la lame de la langue derrière les dents.
- Sa phonation est sourde, ce qui signifie qu'elle est produite sans la vibration des cordes vocales.
- C'est une consonne orale, ce qui signifie que l'air ne s’échappe que par la bouche.
- Son mécanisme de courant d'air est égressif pulmonaire, ce qui signifie qu'elle est articulée en poussant l'air par les poumons et à travers le chenal vocatoire, plutôt que par la glotte ou la bouche.

## En français
Le français ne possède pas le [t͡θ].

## Ancien italien
D'après Maria Selig, « Dans le Nord de l'Italie, <ç> avait dès l'origine la valeur d'une affriquée dentale sourde [i.e. /t͡θ/]. Cette valeur semble aussi être attestée en Toscane [...]. Mais du centre de Montecassino se répand depuis les origines une deuxième valeur d'affriquée médio- ou prépalatale [i.e. /c͡ç/], qui caractérisera les documents centro-méridionaux des premières manifestations écrites [du sarde médiéval]. »